# Kornel Saláta
Kornel Saláta (ur. 4 stycznia 1985 w Kamenicy nad Hronom) – słowacki piłkarz grający na pozycji środkowego obrońcy.

## Kariera klubowa
Karierę piłkarską Saláta rozpoczął w klubie FK Štúrovo. Następnie w 2005 roku odszedł do FK Matador Púchov. W sezonie 2005/2006 zadebiutował jego barwach w słowackiej lidze. Po roku gry w tym klubie odszedł do Artmedii Petržalka Bratysława. Po sezonie gry został wypożyczony do Dukli Bańska Bystrzyca, ale na początku 2008 roku wrócił do Artmedii. W tamtym roku wywalczył z Artmedią zarówno mistrzostwo Słowacji, jak i Puchar Słowacji. W Artmedii grał do lata 2009 roku.
Kolejnym klubem w karierze Saláty stał się inny bratysławski zespół, Slovan, który w 2009 roku był mistrzem Słowacji. W zespole Slovana był podstawowym zawodnikiem.
W 2011 roku Saláta przeszedł do FK Rostów. W 2013 roku został wypożyczony do Tomu Tomsk. W 2014 roku wrócił do Slovana i następnie został wypożyczony do DAC 1904 Dunajská Streda.
| Sezon   | Klub                     | Kraj     | Rozgrywki     | Mecze | Bramki |
| ------- | ------------------------ | -------- | ------------- | ----- | ------ |
| 2005/06 | FK Matador Púchov        | Słowacja | Corgoň liga   | 29    | 4      |
| 2006/07 | FC Artmedia Petržalka    | Słowacja | Corgoň liga   | 7     | 0      |
| 2007/08 | Dukla Bańska Bystrzyca   | Słowacja | Corgoň liga   | 17    | 4      |
| 2007/08 | FC Artmedia Petržalka    | Słowacja | Corgoň liga   | 13    | 2      |
| 2008/09 | FC Artmedia Petržalka    | Słowacja | Corgoň liga   | 29    | 7      |
| 2009/10 | Slovan Bratysława        | Słowacja | Corgoň liga   | 29    | 4      |
| 2010/11 | Slovan Bratysława        | Słowacja | Corgoň liga   | 18    | 1      |
| 2011/12 | FK Rostów                | Rosja    | Priemjer-Liga | 39    | 2      |
| 2012/13 | FK Rostów                | Rosja    | Priemjer-Liga | 18    | 2      |
| 2013/14 | Tom Tomsk                | Rosja    | Priemjer-Liga | 7     | 0      |
| 2014/15 | DAC 1904 Dunajská Streda | Słowacja | Corgoň liga   | 10    | 2      |
| 2014/15 | Slovan Bratysława        | Słowacja | Corgoň liga   | 15    | 1      |
| 2015/16 | Slovan Bratysława        | Słowacja | Corgoň liga   | 29    | 2      |
| 2016/17 | Slovan Bratysława        | Słowacja | Corgoň liga   | 31    | 1      |

## Kariera reprezentacyjna
W reprezentacji Słowacji Saláta zadebiutował 24 maja 2008 roku w przegranym 0:2 towarzyskim spotkaniu ze Szwajcarią. W 2009 roku wystąpił w 2 meczach eliminacji do Mistrzostw Świata w RPA: z San Marino (7:0) i z Polską (1:0), przyczyniając się do awansu Słowacji na mundial.